# Abdelhamid Ghriss
Abdelhamid Ghriss, (en arabe : عبد الحميد غريس), est un général algérien membre de l'Armée nationale populaire. Réputé proche d'Ahmed Gaïd Salah, il est le secrétaire général du ministère de la Défense nationale de septembre 2018 à mars 2021.

## Biographie
En septembre 2018, Abdelhamid Ghriss est nommé secrétaire général du ministère de la Défense nationale, il succède alors au général-major Mohamed Zenakhri mis à la retraite,. 
Pendant le Hirak en 2019, Abdelhamid Ghriss est réputé appartenir au mouvement Badissia novembria,.
En mars 2020, Abdelhamid Ghriss rejoint la Suisse pour se faire opérer en cardiologie à l'hôpital universitaire de Genève. Alors qu'il souhaite y effectuer sa convalescence, cela lui est refusé au regard de la situation sanitaire compte tenu de l'épidémie de Covid. Or, le site Algérie patriotique diffuse l'information en Algérie ; « le haut gradé s'est fait soigner dans le même hôpital que l'ex-président déchu Abdelaziz Bouteflika et les autorités sanitaires helvétiques ont viré le généralissime comme un loquedu » », ce qui provoque un scandale sur les réseaux sociaux algériens ,.
En mars 2021, Abdelhadmid Ghriss est renvoyé de ses fonctions au sein du ministère de la Défense par le président Abdelmadjid Tebboune, c'est le général-major Mohamed Salah Benbicha qui le remplace. Puis en juillet 2021, il est accusé de corruption et placé en détention par le tribunal militaire de Blida. Son arrestation fait suite à l’affaire de l’adjudant-chef, Guermit Bounouira. C'est le second général algérien emprisonné en une semaine avec le général-major Rachid Chouaki.

## Analyse
Selon le journaliste Nicolas Beau du média Mondafrique, Abdelhamid Ghriss est maintenu à son poste au sein du ministère de la Défense jusqu'en 2021, à la suite d'un accord entre Saïd Chengriha le Chef d'état-major de l'Armée nationale populaire et le président Abdelmadjid Tebboune dans un « souci d’équilibriste entre les anciens serviteurs du défunt Gaid Salah et les partisans du nouveau chef Said Chengriha ».